# Großsteingrab Lindhof
Das Großsteingrab Lindhof (auch Kattenloch genannt) war eine megalithische Grabanlage der jungsteinzeitlichen Tiefstichkeramikkultur beim Wohnplatz Lindhof in Drüsedau, einem Ortsteil der Gemeinde Altmärkische Höhe im Landkreis Stendal, Sachsen-Anhalt. Das Grab wurde im 19. Jahrhundert zerstört.

## Lage
Das Grab befand sich südlich von Drüsedau auf dem Gebiet des Guts Lindhof, nahe der Grenze zu Polkern. Die Umgebung des Grabes wurde als Kattenwinkel bezeichnet.

## Forschungsgeschichte
Erstmals dokumentiert wurde die Anlage in den 1830er Jahren durch Johann Friedrich Danneil. Bei einer erneuten Aufnahme der Großsteingräber der Altmark mussten Eduard Krause und Otto Schoetensack in den 1890er Jahren feststellen, dass das Grab in der Zwischenzeit im Zuge der Separation vollständig abgetragen worden war.

## Beschreibung
Das Grab war bereits bei Danneils Aufnahme weitgehend zerstört und wurde nach Krauses und Schoetensacks Recherchen kurz darauf vollständig abgetragen. Genauere Maßangaben oder eine Bestimmung des Grabtyps waren daher nicht möglich.